# Ilumatobacter fluminis
Ilumatobacter fluminis es una  especie de bacteria grampositiva del género Ilumatobacter. Fue descrita en el año 2009, es la especie tipo. Su etimología hace referencia a río. Es aerobia e inmóvil. Tiene un tamaño de 0,4-0,5 μm de ancho por 1,3-1,6 μm de largo. Forma colonias redondas e incoloras. Temperatura de crecimiento entre 26-31 °C. Tiene un contenido de G+C de 68%. Se ha aislado de sedimentos del río Kuiragawa en Japón.